# Alexina
Alexina es un género de foraminífero bentónico de la familia Meandropsinidae, de la superfamilia Soritoidea, del suborden Miliolina y del orden Miliolida. Su especie tipo es Alexina papyraceae Su rango cronoestratigráfico abarcaba el Santoniense medio y superior (Cretácico superior).

## Discusión
Es un homónimo posterior de Alexina Tonnoir, 1929, pero no ha sido propuesto un nombre sustituto.

## Clasificación
Alexina incluye a la siguiente especie:
- Alexina papyraceae